# Михайловка (Хабарский район)
Михайловка — исчезнувший посёлок в Хабарском районе Алтайского края России. Входил в состав Зятьково-Реченского сельсовета. Упразднён в 2011 г.

## История
Основан в 1908 году. В 1928 г. посёлок Михайловский состоял из 61 хозяйства, основное население — украинцы. В составе Павлоградского сельсовета Хабаровского района Славгородского округа Сибирского края.

## Население
| 1997 | 1998 | 1999 | 2000 | 2001 | 2010 |
| ---- | ---- | ---- | ---- | ---- | ---- |
| 35   | ↘29  | ↘25  | ↘16  | ↘11  | ↘0   |